# Rodolfo, Príncipe de Anhalt-Zerbst
Rodolfo de Anhalt-Zerbst (Harzgerode, 28 de Outubro de 1576 – Zerbst, 30 de Julho de 1621), foi um príncipe alemão da Casa de Ascania e governante do principado unificado de Anhalt. A partir de 1603, tornou-se governante do príncipado de Anhalt-Zerbst.
Rodolfo era o quinto filho de Joaquim Ernesto, Príncipe de Anhalt, mas terceiro filho da sua segunda esposa, Leonor de Württemberg, filha de Cristóvão de Württemberg.

## Vida
Em 1586, após a morte do seu pai, Rodolfo herdou o principado de Anhalt juntamente com os seus meios irmãos e irmãos de sangue, mas uma vez que ainda era menor de idade, o seu irmão mais velho, João Jorge I, foi seu regente.
Segundo relatos de testemunhos contemporâneos, Rodolfo era um aluno interessado. Em 1596, quando tinha vinte anos de idade, foi convidado para a coroação do rei Cristiano IV da Dinamarca em Copenhaga.
A sua Grand Tour começou em 1600, ano em que chegou à Sicília. Juntamente com o seu irmão mais novo, Luís, Rodolfo passou um ano em Florença. A 21 de Novembro de 1601 entrou na Universidade de Siena. Um ano depois, em 1602, o príncipe deixou a Suíça (onde viveu durante algum tempo) e regressou a Dessau.
Em 1603, ele e os seus irmãos chegaram à acordo relativamente à divisão do principado de Anhalt. Rodolfo recebeu Zerbst, onde ficava a sua residência principal, e apoiou a renovação do Gymnasium Francisceum, começando por lhe acrescentar uma biblioteca. Em 1618, Rodolfo juntou-se à Sociedade Frutífera.

## Casamentos e descendência
A 29 de Dezembro de 1605, em Wolfenbüttel, Rodolfo casou-se com a princesa Doroteia Edviges de Brunsvique-Luneburgo, filha de Henrique Júlio de Brunsvique-Luneburgo. Tiveram quatro filhasː
1. Filha nadomorta (Outubro de 1606).
2. Sofia Doroteia de Anhalt-Zerbst (25 de Setembro de 1607 - 26 de Setembro de 1634), casada com o duque Augusto de Brunsvique-Luneburgo.
3. Leonor de Anhalt-Zerbst (10 de Novembro de 1608 - 2 de Novembro de 1681), casada com Frederico, Duque de Schleswig-Holstein-Sonderburg-Norburg.
4. Filha nadomorta (16 de Outubro de 1609).

Segundo algumas testemunhas, a morte da sua esposa, fez com que Rudolfo entrasse numa depressão profunda.
A 31 de Agosto de 1612, Rudolfo casou-se em Oldenburgo com a princesa Madalena de Oldemburgo, herdeira de Jever e filha de João VII, Conde de Oldemburgo; foi só quando Rudolfo a conheceu que começou a sair do seu estado de depressão. Juntos, tiveram dois filhosː
1. Isabel de Anhalt-Zerbst  (1 de Dezembro de 1617 - 3 de Junho de 1639).
2. João VI, Príncipe de Anhalt-Zerbst (24 de Março de 1621 - 4 de Julho de 1667).

## Genealogia
| Rudolfo, Príncipe de Anhalt-Zerbst | Pai: Joaquim Ernesto, Príncipe de Anhalt | Avô paterno: João V, Príncipe de Anhalt-Zerbst               | Bisavô paterno: Ernesto I, Príncipe de Anhalt-Dessau                   |
| Rudolfo, Príncipe de Anhalt-Zerbst | Pai: Joaquim Ernesto, Príncipe de Anhalt | Avô paterno: João V, Príncipe de Anhalt-Zerbst               | Bisavó paterna: Margarida de Münsterberg                               |
| Rudolfo, Príncipe de Anhalt-Zerbst | Pai: Joaquim Ernesto, Príncipe de Anhalt | Avó paterna: Margarida de Brandemburgo, Duquesa da Pomerânia | Bisavô paterno: Joaquim I Nestor, Príncipe-Eleitor de Brandemburgo     |
| Rudolfo, Príncipe de Anhalt-Zerbst | Pai: Joaquim Ernesto, Príncipe de Anhalt | Avó paterna: Margarida de Brandemburgo, Duquesa da Pomerânia | Bisavó paterna: Isabel da Dinamarca, Princesa-Eleitora de Brandemburgo |
| Rudolfo, Príncipe de Anhalt-Zerbst | Mãe: Leonor de Württemberg               | Avô materno: Cristóvão de Württemberg                        | Bisavô materno: Ulrich de Württemberg                                  |
| Rudolfo, Príncipe de Anhalt-Zerbst | Mãe: Leonor de Württemberg               | Avô materno: Cristóvão de Württemberg                        | Bisavó materna: Sabina da Baviera                                      |
| Rudolfo, Príncipe de Anhalt-Zerbst | Mãe: Leonor de Württemberg               | Avó materna: Ana Maria de Brandemburgo-Ansbach               | Bisavô materno: Jorge, Marquês de Brandemburgo-Ansbach                 |
| Rudolfo, Príncipe de Anhalt-Zerbst | Mãe: Leonor de Württemberg               | Avó materna: Ana Maria de Brandemburgo-Ansbach               | Bisavó materna: Edviges de Münsterberg-Oels                            |